# Algériai dinár
Az algériai dinár Algéria jelenlegi hivatalos pénzneme, váltópénze a centime (1 dinár = 100 centime). A dinár neve a római denariusból származik, több arab államban is használatos.

## Története
Miután Algéria kivívta függetlenségét Franciaországtól 1962-ben, a korábbi pénznemet, az algériai frankot (mely a francia frankkal egyenértékű volt) hamarosan az új nemzeti fizetőeszköz, a dinár váltotta fel. 1964. április 1-jén került forgalomba, 1:1 arányban felváltva a frankot (illetve 1:100 arányban az 1960 előtti régi frankot). Az 1964. április 11-i 64/111. törvény alapján vált az ország új fizetőeszközévé.
A dinár értéke több mint két évtizeden át stabil maradt a francia frankhoz (mellyel 1973-ig azonos értékű volt) és az amerikai dollárhoz viszonyítva. Az 1980-as évek második felében az ország gazdasági válságával párhuzamosan felgyorsult az infláció, míg 1987-ben 1 amerikai dollár 4,85 dinárnak; 1992-ben, a polgárháború kitörésekor már 21,84 dinárnak felelt meg. Az infláció az 1990-es évek során végig magas maradt, majd a dinár árfolyama az ezredforduló után stabilizálódott (2000-ben 1 USD = 75,26 dinár, 2010-ben 74,39 dinár).
A köznapi beszédben gyakran centime-ben vagy frankban (az 1960 előtti frankra utalva) adják meg az árakat, például 100 dinár esetén عشر الاف, azaz tízezer centime a használt forma. A spanyol időszakból fennmaradt a doro (0,05 dinár, tehát 1 dinár = 20 doro) elnevezés is (Spanyolországban a duro 5 pesetának felelt meg).

## Érmék
A dinár 1964-es bevezetésekor kibocsátott érmesor a következő címleteket tartalmazta: 1, 2, 5, 10, 20, 50 centime és 1 dinár. Előlapjukon egységesen Algéria címere, körben az ország hivatalos nevével (الجمهورية الجزائرية الديمقراطية الشعبية), hátlapjukon az értékjelzés szerepelt (számmal és betűvel is kiírva), felette a dátummal, körben arab motívumokkal. Ezután az érméket változó időközönként verték (a különböző emlékérmeket is ideértve). A függetlenség 10. évfordulójára, 1972-ben jelent meg az 5 dináros, majd 1979-ben a 10 dináros címlet. Az 1964-es sorozaton még arab számjegyeket használtak (kivéve a kétféle évszámjelzés közül a nyugati naptár szerintit), a későbbi érméken (1971-től) már európaiakkal váltották fel őket. Valamennyi algériai érme fordított lapirányultságú, a francia érmékhez hasonlóan. AZ 1 és 2 centime-ost csak 1964-ben verték. Az 1, 2, 5, 10 és 20 centime-os pereme sima, az 50 centime-osé, az 1 és 5 dinárosé recézett, a 10 dinárosé pedig felváltva sima és recézett. 1987-től  (az 5 dinárosokon 1984-től) a hátlapi körirat megváltozott: البنك المركزي الجزائري (Algériai Központi Bank).
1992-ben ismét új érmesor került forgalomba ½, ¼, 1, 2, 5, 10, 20, 50 és 100 dinár címletekkel, melyhez 2012-ben a 200 dináros érme csatlakozott. A korábbi érmék is forgalomban maradtak, fokozatosan kopnak ki a forgalomból.
Jelenleg az 5 dinár feletti címletek találhatók meg a hétköznapi forgalomban. Bár továbbra is hivatalosan fizetőeszköznek számítanak, az egy dinár alatti értékű érmék napjainkra eltűntek a forgalomból és az egy- és kétdinárosok is ritkává váltak.

### 1964-1992
- 1 centime - anyaga alumínium, súlya 0,6 gramm, átmérője 16 mm, vastagsága 1,6 mm. Csak 1964-ben verték, 35 millió darab készült belőle.[3]
- 2 centime - anyaga alumínium, súlya 0,6 gramm, átmérője 18 mm, vastagsága 1,12 mm. Csak 1964-ben verték, 50 millió darab készült belőle.[4]
- 5 centime - valamennyi típusa alumíniumból készült, az első, 1964-es típus könnyebb a későbbieknél (0,85 gramm, 21,1 mm átmérő, 1,1 mm vastagság), 1970-től a súly 1,5 grammra, az átmérő 22 mm-re, a vastagság 1,5 mm-re nő. Valamennyi 1970 utáni 5 centime-os a FAO világélelmezési programjának népszerűsítésére is szolgál. 
  - 1964 - 40 millió darab készült, az első érmesor része.[5]
  - 1970 - az Első Négyéves Terv (1970-73) propagálására készült, előlapján fogaskerék és búzakalász veszi körbe a két (európai számjegyű) évszámot. Hátlapján az értékjelzés még arab számjegyű. A vert darabszám 50 millió.[6]
  - 1974 - a Második Négyéves Terv (1974-77) propagálására készült, az előzőtől csak az előlapi évszámokban és a hátlapi értékjelzés lecseréléseben (európai számjegyre) különbözik. Vert darabszáma 10 millió.[7]
  - 1980 - az Első Ötéves Terv (1980-1984) propagálására készült. Az előlapján a fogaskerék-búzakalász koszorú már nem évszámokat, hanem szöveget fog közre, a hátlap megegyezik az 1974-esével.[8]
  - 1985 - a Második Ötéves Terv (1985-1989) propagálására készült, elő- és hátlapja is az 1974-essel megegyező.[9]
- 10 centime
  - 1964 - anyaga alumínium-bronz, súlya 2,5 gramm, átmérője 19 mm, vastagsága 1,24 mm.[10]
  - 1984 - anyaga alumínium, súlya 1,7 gramm, átmérője 24 mm, vastagsága 1,67 mm. Előlapján egy datolyapálma látható alatta az évszámmal, hátlapján értékjelzés, körben az ország hivatalos nevével. 1989-ben is verték kis példányszámban, ezért az ritkának számít.[11]
- 20 centime - négy típusa létezik, az 1964-es kivételével a többi FAO-kibocsátás. Valamennyi típus anyaga alumínium-bronz, súlya 4 gramm, átmérője 22 mm. A vastagság változó: 1964 - 1,5 mm, 1972 - 1,34 mm, 1975, 1987 - 1,45 mm. 
  - 1964 - az első érmesor része.[12]
  - 1972 - előlapján bőségszaru felette évszámmal, hátlapján értékjelzés körben országnévvel. Vert darabszám 20 millió.[13]
  - 1975 - előlapján balra néző kosfej alatta évszámmal, hátlapján értékjelzés körben országnévvel. Vert darabszám 50 millió.[14]
  - 1987 - érmeképe megegyezik az 1975-össel, a hátlapi körirat megváltozott. Vert darabszám 60 millió.[15]
- 50 centime - öt típusa létezik, valamennyinek az anyaga alumínium-bronz, súlyuk 5 gramm, átmérőjük 24 mm. Vastagságuk változó: 1964: 1,42 mm; 1971-73: 1,31 mm; 1975: 1,57 mm; 1980: 1,62 mm; 1988: 1,4 mm.
  - 1964 - az első érmesor része.[16]
  - 1971, 1973 - mindkét évben 10-10 milliós darabszámban verték. Előlapján az oktatás és a művelődés jelképei láthatóak: körző, kitárt könyv és vegyészlombik.[17]
  - 1975 - a szatífi mészárlás 30. évfordulójára vert forgalmi emlékpénz. 18 milliós darabszámban verték. Előlapján kalligrafikus arab írással olvasható: 1945. május 8. 30. évfordulója - الذكرى الثلاثون 08 ماي 1945.[18]
  - 1980 - a Hidzsra 1400. évfordulójára vert forgalmi emlékpénz, előlapján a mekkai nagymecset és a Kába szentély sziluettje látható.[19]
  - 1988 - az ország alkotmányának 25. évfordulójára, 40 milliós darabszámban vert forgalmi emlékpénz.[20]
- 1 dinár - négy típusa létezik, valamennyi anyaga kupronikkel (75% réz, 25% nikkel), az 1964-es kicsivel nehezebb a többinél, 1972-től a súly (7 g) és az átmérő (25 mm) változatlan, a vastagság kismértékben eltérő (1972 – 2 mm, 1983 - 1,9 mm, 1987 - 1,85 mm). 
  - 1964 - az első érmesor része, súlya 7,3 gramm, átmérője 24,5 mm, vastagsága 1,5 mm, vert darabszáma 15 millió. A centime-érméktől eltérően itt a körirat a hátlapra került, az előlapon csak a címer látható olajfaágakkal körülvéve.[21]
  - 1972 - FAO-kibocsátás, az algériai földreform alkalmából. Előlapján egy földműves látható traktorral, alatta a dátummal, felette pedig a földreformot szimbolizáló kézfogással. Vert darabszáma 20 millió.[22]
  - 1983 - a függetlenség 20. évfordulójára verték, évszám nélkül. Előlapján tíz pár kézzel szegélyezve a felkelő nap és a 20-as szám látható, a  من أجلك يا وطني felirattal.[23]
  - 1987 - a függetlenség 25. évfordulójára verték, előlapján az algíri Mártírok emlékműve látható, alatta az 1987-1962 évszámokkal és a 25-ös számmal, búzakalásszal és olajfaággal körülvéve.[24]
- 5 dinár
  - 1972 - a függetlenség kivívásának 10. évfordulójára bocsátották ki, felváltva az 5 dináros bankjegyet. Raymond Joly, a párizsi pénzverde fővésnöke tervezte. 5 millió készült 750 ezrelékes ezüstből és 20 millió nikkelből. Az érme súlya 12 gramm, átmérője 31 mm, vastagsága 2,5 mm. Előlapján búzakalász és olajkút magasodik, körben az 1962-1972 évszámokkal és tíz csillaggal, hátlapján értékjelzés és az országnév olvasható.[25]
  - 1974 - a függetlenségi háború kitörésének 20. évfordulójára kibocsátott forgalmi emlékpénz. Kicsit vékonyabb (2,12 mm-es vastagság) az 1972-es nikkel ötdinárosnál, egyéb paraméterei azonosak. Előlapján puskát tartó szabadságharcos látható, az 1974-1954 évszámmal és a felkelés kitörésének dátumával (november 1. -  أول نوفمبر).[26]
  - 1984 - a függetlenségi háború kitörésének 30. évfordulójára kibocsátott forgalmi emlékpénz. Előlapján a nemzeti emblémát tartó kezet kalász és fogaskerék veszi körül, oldalt az 1984-1954 évszámokkal, alul és fölül 15-15 ötágú csillaggal.[27]
- 10 dinár - 1979-ben került forgalomba (25 millió darab), majd 1981-ben újabb 40 milliót vertek. A nyolcvanas évek elején párhuzamosan volt forgalomban a tízdináros bankjeggyel. Az érme több szempontból is rendhagyó: ez az első (és ezidáig egyetlen) szögletes (10 szögletű) algériai érme, előlapjára az országnév helyett az Algériai Központi Bank felirat került, hátlapjára az értékjelzés és az évszám, mindkét oldalon arabeszkekkel körülvéve. Pereme felváltva sima és recés, anyaga alumínium-bronz ötvözet, súlya 11,37 gramm, átmérője 29 mm, vastagsága 2,9 mm.[28] Sok maradt belőle forgalomban 30 évvel kibocsátása után is, bár általában erősen kopott állapotban.[29]

### 1992 után
Az 1992-ben bevezetett új érmesor érméinek előlapja (a forgalmi emlékveretek és a 200 dináros kivételével) az algériai állatvilágot mutatja be. Az 1/4 dináros érme anyaga alumínium, az 1/2, 1, 2 és 5 dinárosoké rozsdamentes acél, a 10 dináros és afölötti címletek bimetál kivitelűek. A 100 és a 200 dináros érme pereme recézett (a 200-ason körirattal), az összes többié sima. Az érmék előlapján az évszám szerepel (keresztény és iszlám időszámítás szerint), hátlapján az értékjelzés, valamint a kibocsátó Algériai Bank (بنك الجزائر) neve, két csillaggal körülvéve (kivéve a 100 és 200 dinárost). Az érméken sok más arab országgal ellentétben európai számjegyeket használnak.
- 1/4 dinár - csak 1992-ben és 1998-ban verték. Anyaga alumínium, súlya 1,15 gramm, átmérője 16,5 mm, vastagsága 2,35 mm. Előlapi motívuma a sivatagi róka, hagyományos ékszermotívummal körülvéve.[30]
- 1/2 dinár - csak 1992-ben verték. Anyaga rozsdamentes acél, súlya 3,5 gramm, átmérője 18,5 mm, vastagsága 1,9 mm. Előlapi motívuma a berber ló, körben hagyományos algériai nyeregdísz-motívummal.[31]
- 1 dinár - 1992-2010 között verték, anyaga rozsdamentes acél, súlya 4,2 gramm, átmérője 20,5 mm, vastagsága 1,84 mm. Előlapján bivaly és őskori szaharai sziklarajzok láthatóak, hátlapján az értékjelzés az ország térképén látható.[32]
- 2 dinár - 1992-2011 között verték, anyaga rozsdamentes acél, súlya 5,13 gramm, átmérője 22,5 mm, vastagsága 1,84 mm. Előlapján jobbra néző dromedár feje látható, almorávida motívumokkal körülvéve, hátlapján az értékjelzés az ország térképén látható.[33]
- 5 dinár - 1992-től verik napjainkig. Anyaga rozsdamentes acél, súlya 6,15 gramm, átmérője 24,15 mm, vastagsága 1,95 mm. Előlapján jobbra néző afrikai elefánt látható numidiai mozaik-motívumokkal körülvéve, hátlapján az értékjelzést Masszinissza sírjában talált bútorok formázzák.[34]
- 10 dinár - 1992-től verik, bimetál érme, gyűrűje rozsdamentes acél, magja alumínium anyagú (egyedüli ilyen bimetál érme a világon). Súlya 4,95 gramm, átmérője 26,5 mm, vastagsága 2,01 mm. Előlapján jobbra néző berber sólyom (Falco peregrinus pelegrinoides) látható, hátlapján az értékjelzést a Merinida-dinasztia korából származó motívumok alkotják.[35]
- 20 dinár - 1992-től verik, bimetál érme, gyűrűje rozsdamentes acél, magja alumínium-bronz (92% réz, 6% alumínium, 2% nikkel ötvözet) anyagú. Súlya 8,62 gramm, átmérője 27,5 mm, vastagsága 2,07 mm. Előlapján balra néző berber oroszlánt a Hammádida-dinasztia korából származó motívumok vesznek körül. A hátlap számjelzését Hammádida-kori, madárdíszítésű fibula alkotja.[36]
- 50 dinár - 1992-től verik, bimetál érme, gyűrűje alumínium-bronz ötvözet, magja rozsdamentes acél anyagú, súlya 9,27 gramm, átmérője 28,5 mm, vastagsága 2,26 mm. Előlapján balra néző dámgazella látható, ottomán motívumokkal körülvéve.[37] 1994-ben az algériai függetlenségi háború kitörésének 40., 2004-ben pedig 50. évfordulójára változatlan hátlappal, de egyedi előlappal (az 1994-esen az ország térképe és zászlaja,[38] a 2004-esen - melyből 3 millió darab készült - két fegyveres felkelő és az ország zászlaja látható) forgalmi emlékpénzként került forgalomba.[39]
- 100 dinár - 1992-től verik, bimetál érme, gyűrűje rozsdamentes acél, magja alumínium-bronz anyagú, súlya 11 gramm, átmérője 29,5 mm, vastagsága 2,3 mm. Előlapján jobbra néző arab telivér látható, hátlapján a számok 0-iban ugyanez az érmekép ismétlődik, az 1-es számjegyben pedig egy pálmafa látható.[40] 2002-ben az ország függetlenségének 40. évfordulójára módosított előlappal (fáklya, 40-es évszám, a függetlenség dátuma) forgalmi emlékpénzként került forgalomba.[41] A sorozat többi címletétől eltérően pereme recés.
- 200 dinár -  2012-ben, forgalmi emlékérmeként, a függetlenség 50. évfordulójára bocsátották ki. Bimetál érme, gyűrűje kupronikkel, magja alumínium-bronz anyagú, súlya 12 gramm, átmérője 28 mm, vastagsága 2,55 mm, pereme recés, csillagokkal elválasztott 200-as számokkal. Előlapjának közepén az ország zászlaja látható, felette a 2012-1962 évszámokkal, alatta az 50-es számmal. Tőle balra két fiatal portréja, jobbra pedig az ország modernizációjának jelképei (számítógép, vasút) találhatóak.[42]

## Bankjegyek
Az 1964-ben kiadott első bankjegysorozat 5, 10, 50 és 100 dinár címletű bankjegyekből állt, élénk színeivel az akkori francia bankjegyek mintáját követte (forgalomba kerültek április 11-én, az 5 dináros december 21-én. Az 1970-es második széria 5, 10, 100 és 500 dinár névértékű bankjegyeket tartalmazott (forgalomba kerültek 1971. január 1-jén, az 500 dináros 1973. október 31-én). Az első két sorozat bankjegyeinek előoldala arab-, hátoldala francia nyelvű volt, a későbbiek már kizárólag arab nyelvűek voltak. 1983-ban jelent meg a 20 és 200 dináros. Az 500 dináros bankjegyet 1982. április 10-én kivonták a forgalomból és csak 14 évvel később jelent meg újra ez a címlet. Ekkor, 1996. március 13-án került forgalomba (1992. május 21-es dátummal) az új típusú 100 és 200 dináros is. 1995. július 8-án jelent meg (ugyancsak 1992-es dátummal) az 1000, 2011-ben pedig a 2000 dináros bankjegy. Az 1998-ban az 500 és 1000 dináros bankjegyeken új biztonsági elem, a hologramhatású csík jelent meg.
Az első (1964) és a második (1970) sorozat bankjegyei, valamint az 1977-es 50 dináros 1998. december 31-ig voltak forgalomban. A nyolcvanas években kibocsátott harmadik sorozat 10, 20, 100 és 200 dináros címletei 2014. december 31-ig maradtak (ekkorra nagyrészt már csak elméletileg) forgalomban. A forgalomból kivont bankjegyek további 10 évig beválthatóak az Algériai Bankban.
A mai algériai bankjegyek elő- és hátoldalán arab nyelven a kibocsátó Algériai Bank neve és a bankjegy címlete olvasható. A hátoldalon szerepel még a figyelmeztetés: "A 197. törvénycikk a hamisítót bünteti."
- 5 dinár - a címletet 1972 után érme váltotta fel. 
  - 1964. január 1. - színe lila, előoldalán fakó keselyű és szavannasas, hátoldalán bárány és kecskék láthatóak.[45]
  - 1970. november 1. - színe kék-piros, előoldalán kardot és pajzsot tartó harcos, hátoldalán sivatagi róka, a háttérben városképpel.[46]
- 10 dinár - 1979 után az azonos címletű érmével párhuzamosan forgott.
  - 1964. január 1.- színe piros, előoldalán gólyák a tilimszáni Szidi Bumedien-mecsettel a háttérben, hátoldalán szőnyegszövő asszonyok.[47]
  - 1970. november 1. - színe piros, előoldalán baloldalt szőlőfürtök és kos, jobboldalt páva, a háttérben mauzóleum; hátoldalán szőlőfürtök alatt hagyományos öltözetű szakállas férfi, a háttérben olajfinomítóval és olajfákkal.[48]
  - 1983. december 2. - színe szürkészöld, előoldalán sivatagi tájon haladó személyvonattal, hátoldalán hegyek lábánál elterülő mezőgazdasági komplexum látképével.[49]
- 20 dinár - 1983. január 2-án bocsátották ki, narancssárga színű, előoldalán amfórát ábrázol, hátoldalán a népi kézművességet mutatja be.[50]
- 50 dinár
  - 1964. január 1. - narancssárga-kék színű, előoldalán kecskéket, hátoldalán tevekaravánt ábrázol.[51]
  - 1977. november 1. - zöld színű, előoldalán pásztor látható nyájával, hátoldalán a gépesített mezőgazdaságot ábrázolja.[52]
- 100 dinár
  - 1964. január 1. - előoldalán teherhajók láthatóak a kikötőben, hátoldalán pedig Algír látképe a Diar esz-Szaada lakoteleppel.[53]
  - 1970. november 1. - barna színű, előoldalán repülőtér, hátoldalán tájkép gazellával.[54]
  - 1981. november 1. - kék színű, előoldalán városkép látható minaretekkel, hátoldalán a moabita építészet, mezei munkák és tengerjáró hajók ábrázolásával.[55]
  - 1982. június 8. - az 1981-es százdináros módosított változata, színe világosabb kék, előoldaláról hiányzik a fecske.[56]
  - 1992. május 21. - világoskék színű, előoldalán az El Harrás-i csatát, hátoldalán középkori evezős gályát ábrázol.[57]
- 200 dinár - jelenleg párhuzamosan van forgalomban a 200 dináros érmével.
  - 1983. március 23. - világosbarna színű, előoldalán az algíri Mártírok emlékművével, hátoldalán váza, híd, sziklafal (a kaszentínai Rummel-szurdok) és modern épület szerepel.[58]
  - 1992. május 21. - sárga-barma színű, előoldalán Korán-iskola tanulói, hátoldalán geometrikus motívum, mecset és fügefaaág látható.[59]
- 500 dinár
  - 1970. november 1. - lila színű, előoldalán Algír stilizált látképével (a nagymecsettel és a kaszbával, hátoldalán a középkori városfalakkal és egy 16. századi galleonnal.[60]
  - 1992. május 21. - lila-piros színű, előoldalán Hannibál és a rómaiak csatája, hátoldalán Maszinissza numidiai király sírja látható.[61]
  - 1998. június 10. - az 1992-es típusú 500 dináros holografikus biztonsági sávval kibővítve.[61]
- 1000 dinár
  - 1992. május 21. - piros színű, előoldalán a Tasszili-hegység (bivalyfejjel), hátoldalán az Ahaggar-hegység (sziklaképződményekkel) prehisztorikus barlangrajzai láthatóak.[62]
  - 1998. június 10. - az 1992-es típusú ezerdináros holografikus biztonsági sávval kibővítve.[63]
  - 2005. március 22. - az Arab Liga megalakulásának 60. évfordulójára kibocsátott emlékbankjegy, az előoldalon a bivalyfejet az Arab Liga emblémája helyettesíti.[64]
- 2000 dinár -  2011. január 24-én bocsátották ki, kék és zöld színű, előoldalán egyetemi tanár oktat hallgatókat, műhold és három kutató mikroszkóppal, hátoldalán olajfa, pálmafa, városi toronyházak láthatóak.[65]